# Tom Van Asbroeck
Tom Van Asbroeck (Aalst, 19 april 1990) is een Belgisch wielrenner die anno 2022 rijdt voor Israel-Premier Tech. Van Asbroeck staat te boek als een massasprinter. Hij haalde brons tijdens de wereldkampioenschappen wielrennen 2012 op de weg voor beloften in Valkenburg.

## Overwinningen
2011
Omloop Het Nieuwsblad, Beloften & elite z/c
2012
Beverbeek Classic
Grote Prijs van de stad Geel
2013
Grote Prijs Jean-Pierre Monseré
2014
Bergklassement Ruta del Sol
GP Cholet-Pays de Loire
Puntenklassement Boucles de la Mayenne
4e etappe Ronde van Wallonië
Eindklassement UCI Europe Tour
2016
Bergklassement Arctic Race of Norway
2e etappe Ronde van Poitou-Charentes
Puntenklassement Ronde van Poitou-Charentes
2017
GP Dr. Eugeen Roggeman – Stekene
2019
Binche-Chimay-Binche
2022
Heusdenkoers
2024
3e etappe Ronde van de Provence

## Resultaten in voornaamste wedstrijden
| Jaar | Ronde van Italië | Ronde van Frankrijk | Ronde van Spanje |
| ---- | ---------------- | ------------------- | ---------------- |
| 2012 |                  |                     |                  |
| 2013 |                  |                     |                  |
| 2014 |                  |                     |                  |
| 2015 |                  |                     | 110e             |
| 2016 |                  |                     |                  |
| 2017 |                  |                     | 133e             |
| 2018 | 133e             |                     | 87e              |
| 2019 |                  |                     |                  |
| 2020 |                  | 98e                 |                  |
| 2021 |                  |                     |                  |
| 2022 |                  |                     |                  |
| 2023 |                  |                     |                  |
| 2024 |                  |                     |                  |
| 2025 |                  |                     |                  |

| Jaar | Milaan-San Remo | Gent-Wevelgem | Ronde van Vlaanderen | Parijs-Roubaix | Amstel Gold Race | Kuurne-Brussel-Kuurne | Parijs-Tours | Dwars door Vlaanderen |  | Wereldranglijsten |
| ---- | --------------- | ------------- | -------------------- | -------------- | ---------------- | --------------------- | ------------ | --------------------- |  | ----------------- |
| 2012 |                 | 79e           |                      |                |                  | 36e                   |              | 28e                   |  |                   |
| 2013 |                 | opgave        | 79e                  |                |                  |                       |              |                       |  |                   |
| 2014 |                 | 6e            | 71e                  |                |                  | 76e                   | 13e          | 7e                    |  |                   |
| 2015 |                 | 26e           | 69e                  | 39e            |                  | 4e                    | 25e          | 38e                   |  | 188e (UWT)        |
| 2016 | 132e            | 29e           | 39e                  | 25e            |                  | 19e                   | 34e          | 11e                   |  | 225e (UWT)        |
| 2017 | 107e            | 55e           | 52e                  | opgave         |                  | 19e                   |              | 35e                   |  | 215e (UWT)        |
| 2018 |                 |               |                      | opgave         |                  | 14e                   | 22e          | 94e                   |  | 322e (UWT)        |
| 2019 | 71e             |               |                      |                | 35e              |                       | opgave       |                       |  | 90e (UWR)         |
| 2020 |                 | 48e           | 32e                  |                |                  | 80e                   |              |                       |  | 420e (UWR)        |
| 2021 |                 | 31e           | 19e                  | 8e             |                  | 49e                   | 74e          | 64e                   |  |                   |
| 2022 |                 |               |                      |                |                  | 37e                   | 84e          |                       |  |                   |
| 2023 |                 | 41e           | 23e                  | 30e            |                  | 44e                   | 7e           | 49e                   |  |                   |
| 2024 |                 | 68e           | opgave               | 31e            |                  |                       | 8e           |                       |  |                   |
| 2025 |                 | 73e           | opgave               | 57e            |                  |                       |              | 29e                   |  |                   |

## Ploegen
- 2012 –  Topsport Vlaanderen-Mercator
- 2013 –  Topsport Vlaanderen-Baloise
- 2014 –  Topsport Vlaanderen-Baloise
- 2015 –  Team LottoNL-Jumbo
- 2016 –  Team LottoNL-Jumbo
- 2017 –  Cannondale Drapac Professional Cycling Team
- 2018 –  Team EF Education First-Drapac p/b Cannondale
- 2019 –  Israel Cycling Academy
- 2020 –  Israel Start-Up Nation
- 2021 –  Israel Start-Up Nation
- 2022 –  Israel-Premier Tech
- 2023 –  Israel-Premier Tech
- 2024 –  Israel-Premier Tech
- 2025 –  Israel-Premier Tech

Armée · Cornu · De Jonghe · De Ketele · De Vreese · Declercq · Jacobs · Jodts · Lietaer · Mertens · Neirynck · Salomein · Serry · Van Asbroeck · Van Hecke · Van Hoecke · Van Staeyen · Van Vooren · Vanoverberghe · Vandousselaere · Vanspeybrouck · Waeytens · Wallays
Armée · Cornu · De Buyst · De Jonghe · De Ketele · De Vreese · Declercq · Helven · Jacobs · Lampaert · Lietaer · Mertens · Neirynck · Salomein · Sprengers · Van Asbroeck · Van Hecke · Van Hoecke · Van Staeyen · Vanbilsen · Vandousselaere · Vanoverberghe · Vanspeybrouck · Waeytens · Wallays
Campenaerts · De Pauw · De Buyst · De Jonghe · De Ketele · Declercq · Helven · Jacobs · Lampaert · Lietaer · Rickaert · Salomein · Sprengers · Steels · Theuns · Van Asbroeck · Van Hecke · Van Hoecke · Vanoverberghe · Van Staeyen · Vanbilsen · Vanspeybrouck · Vergaerde · Waeytens ·  Wallays
Bennett · Bulgaç · De Weert · Flens · Gesink · Goos · Hofland · Keizer · Kelderman · Kruijswijk · Leezer · Lindeman · Markus · Martens · Roosen · Tankink · Teunissen · ten Dam · Tjallingii · Van Asbroeck · van der Lijke · van Emden · Vanmarcke · van Winden · Wagner · Wynants · Bouwman (stagiair) · Castelijns (stagiair) · Lammertink (stagiair)
Battaglin · Bennett · Bouwman · Campenaerts · Castelijns · van Emden · Gesink · Goos · Groenewegen · Hofland · Keizer · Kelderman · Kruijswijk · Lammertink · Leezer · Lindeman · Martens · Roglič · Roosen · Tankink · Teunissen · Tjallingii · Van Asbroeck · Vanmarcke · Vermeulen · Wagner · van Winden · Wynants
van Baarle · Bettiol · Bevin · Brown · Canty · Carthy · S. Clarke · W. Clarke · Craddock · Dombrowski · Formolo · Howes · Koren · Langeveld · Mullen · Phinney · Rolland · Scully · Skujiņš · Slagter · Talansky · Urán · Van Asbroeck · Vanmarcke · Villella · Wippert · Woods · Monk (stagiair)
Breschel · Brown · Canty · Cardona · Carthy · S. Clarke · W. Clarke · Craddock · Docker · Dombrowski · Howes · Langeveld · Magnusson · Martínez · McLay · Modolo · Moreno · Owen · Phinney · Rolland · Scully · Urán · Van Asbroeck · Vanmarcke · Woods
Ávila · Badilatti · Barbier · Boivin · Brändle · Crisey · Cataford · Cimolai · Dempster · Dunne · Earle · Einhorn (vanaf 1-6) · Enger · Gebremedhin · O. Goldstein · R. Goldstein · Hermans · Jensen · Minali · Neilands · Niv · Perry · Plaza · Räim · Sagiv · Sbaragli · Schreurs · Turek · van Asbroeck · van Winden · Ben Mosche (stagiair) · Ovett (stagiair) · Renard (stagiair)
Badilatti · Barbier · Biermans · Boivin · Brändle · Cataford · Cimolai · Dowsett · Einhorn · Goldstein · Greipel · Hermans · Hofstetter · Hollenstein · Martin · McCabe · Navarro · Neilands · Niv · Piccoli · Politt · Räim · Renard · Sagiv · Schelling · Sutherland · Vahtra · Van Asbroeck · Würtz Schmidt · Zabel
Barbier · Berwick · Bevin · Biermans · Boivin · Brändle · Cataford · Cimolai · De Marchi · Dowsett · Einhorn · Froome · Goldstein · Greipel · Hagen · Hermans · Hofstetter · Hollenstein · Impey · Jones vanaf 1 juli · Martin · Neilands · Niv · Piccoli · Renard · Sagiv · Vahtra · Van Asbroeck · Vanmarcke · Woods · Würtz Schmidt · Zabel
Barbier · Berwick · Bevin · Biermans · Boivin · Brändle · Cataford · Clarke · De Marchi · Dowsett · Einhorn · Froome · Fuglsang · Goldstein · Hagen · Hermans · Hollenstein · Houle · Impey · Jones · Neilands · Niv · Nizzolo · Piccoli · Sagiv (tot 3/8) · Strong · Teuns (vanaf 5/8) · Van Asbroeck · Vanmarcke · Woods · Würtz Schmidt · Zabel · Riccitello (stagiair)
Berwick · Boivin · Clarke · Einhorn · Frigo · Froome · Fuglsang · Gee · Goldstein · Hermans · Hollenstein · Hollyman · Houle · Impey · Jones · Neilands · Nizzolo · Pozzovivo (vanaf 6/3) · Reynders · Riccitello · Sagiv · Schultz · Strong · Teuns · Van Asbroeck · Vanmarcke (tot 7/7) · Williams · Woods · Würtz Schmidt · Zabel · Gilmore (stagiair) · Sheehan (stagiair)
Ackermann · Bennett · Blackmore (vanaf 3/5) · Boivin · Clarke · Einhorn · Frigo · Froome · Fuglsang · Gee · Hofstetter · Hollyman · Houle · Kogut · Neilands · Pickrell · Raisberg · Riccitello · Sagiv · Schultz · Schwarzmann · Sheehan · Stewart · Strong · Teuns · Van Asbroeck · Vernon · Williams · Woods · Würtz Schmidt · Zabel (tot 2/5) · Brown (stagiair)